# 203-я стрелковая дивизия
203-я стрелковая дивизия — воинское соединение Рабоче-крестьянской Красной армии в Великой Отечественной войне

## История

### 1-е формирование дивизии
Первый раз сформирована в марте 1941 года в Уральском военном округе, но уже в мае 1941 года расформирована и направлена на формирование 9-й воздушно-десантной бригады 5-го воздушно-десантного корпуса. На начало войны 22 июня 1941 года 9-я воздушно-десантная бригада находится на марше из города Резекне в Даугавпилс Латвийской ССР. В действующей армии во время ВОВ 9-я воздушно-десантная бригада находится с 22 июня по 10 августа 1941 года и с 19 февраля по 25 июня 1942 года. К концу указанного периода бригада переформировывается в 113-й гвардейский стрелковый полк.

### 2-е формирование дивизии
Сформирована вновь с февраля по май 1942 года на Кубани в районе станиц Лабинская, Курганская и Михайловская. Во второй половине мая 1942 года отбыла со станции Лабинская на станцию Фролово под Сталинград, где получила недостающее вооружение, после чего направилась на фронт и до августа сооружала оборонительные позиции на Дону, северо-западнее станицы Вёшенская.
22 августа 1942 года форсировала Дон и закрепилась на противоположном берегу, нанеся поражение итальянским войскам. В ходе наступления, расширила плацдарм до 13 километров в длину и до 12 километров в ширину. 26 августа 1942 год, потеряв концентрацию, была фактически разгромлена, и вынуждена отступить.
К лету 1943 года заняла позиции в районе Изюмо—Барвенковского выступа, на границе Донецкой и Харьковской областей, у селения Долина.
Участвовала в Донбасской стратегической наступательной операции. 14 февраля 1943 года освободила Краснодон, 16 февраля — Свердловск Луганской области. В течение полугода дивизия вела тяжёлые бои на подступах к Саур-Могиле, возле Дмитровки и понесла ощутимые потери. После пополнения форсировала Северский Донец, овладела Святогорском, Богородичным, Голой Долиной и начала расширять плацдарм на правом берегу. Участвовала в освобождении Павлограда вышла к Днепру между Днепропетровском и Запорожье. 27 сентября 1943 года форсировала Днепр, однако после ожесточённых боёв была вынуждена оставить плацдарм.
14 октября 1943 года принимала участие в освобождении города Запорожье; в полках оставалось от 80-и до 160-и активных штыков.
с 24 по 26 октября 1943 года, после короткого отдыха, вновь форсировала Днепр, уже в районе Днепрогэса. И вновь дивизия была вынуждена в связи с большими потерями оставить плацдарм, однако уже не врагу, а будучи заменённой другим соединением. Дивизия третий раз форсировала Днепр в районе острова Хортица, в дальнейшем наступала на Марганец и Никополь, участвуя Никопольско-Криворожской операции, Березнеговато-Снигиревской операции, Одесской операции.
Тяжелые бои пришлись на долю дивизии с 15 по 20 мая 1944 года в районе юго-западнее Дубоссар, где она в третий раз попала в окружение. С большим трудом ей удалось прорваться к своим. Потери дивизии в эти дни составили 259 убитых, 1257 раненых, 684 пропавших без вести.
В дальнейшем форсировала Днестр, участвуя в Ясско-Кишинёвской операции, вела бои на территории Румыния, к концу сентября 1944 года вышла на границу Венгрии, участвовала в Дебреценской операции и Будапештской стратегической операции, на территории Чехословакии участвовала в Братиславско-Брновской операции, 25 марта 1945 года форсировала Грон.
Участвовала в освобождении Николаева, Одессы, Брно.
Закончила боевые действия на западе 12 мая 1945 года, остановившись в городе Штемберге.
Переброшена на Дальний Восток, на территорию Монголии в район города Чойбалсан, наступала во втором эшелоне войск во время Хингано-Мукденская операция, введена в прорыв, закончила войну в Порт-Артуре.
29 августа 1946 года переформирована в 33-ю отдельную стрелковую бригаду, находившуюся в составе Западно-Сибирского военного округа.

## Полное название
203-я стрелковая Запорожско-Хинганская Краснознамённая ордена Суворова дивизия

## Подчинение
- Северо-Кавказский военный округ — на 01.04.1942 года.
- Резерв Ставки ВГК, 5-я резервная армия — на 01.07.1942 года
- Сталинградский фронт, 63-я армия — на август 1942 года
- Донской фронт, 63-я армия — на 01.10.1942 года
- Юго-Западный фронт, 3-я гвардейская армия, 14-й стрелковый корпус — на 01.01.1943 года
- Юго-Западный фронт, 5-я танковая армия — на 01.04.1943 года
- Юго-Западный фронт, 12-я армия — на 01.07.1943 года
- Юго-Западный фронт, 12-я армия, 66-й стрелковый корпус — на 01.10.1943 года
- 2-й Украинский фронт, 12-я армия, 66-й стрелковый корпус — с 20.10.1943 года.
- 3-й Украинский фронт, 6-я армия, 66-й стрелковый корпус — на 01.01.1944 года.
- 2-й Украинский фронт, фронтовое подчинение — на 01.07.1944 года.
- 2-й Украинский фронт, 53-я армия, 57-й стрелковый корпус — на 01.01.1945 года.
- 2-й Украинский фронт, 53-я армия, 49-й стрелковый корпус — на 01.04.1945 года.

## Состав
- 592-й стрелковый полк
- 610-й стрелковый полк
- 619-й стрелковый полк
- 1037-й артиллерийский полк
- 419-й отдельный истребительно-противотанковый дивизион
- 523-й самоходно-артиллерийский дивизион (вероятно с лета 1945 года)
- 247-я отдельный разведывательная рота
- 337-й сапёрный батальон
- 911-й отдельный батальон связи
- 254-й медико-санитарный батальон
- 185-я отдельная рота химический защиты
- 539-я автотранспортная рота
- 382-я полевая хлебопекарня
- 852-я полевая почтовая станция
- 1160-я полевая касса Госбанка
- 852-я дивизионный ветеринарный лазарет

## Командиры
- Кашляев, Василий Яковлевич (20.04.1942 — 02.09.1942), полковник
- Зданович, Гавриил Станиславович (03.09.1942 — 18.05.1944), генерал-майор (ранен ~15.05.1944)
- Семёнов, Александр Васильевич (15.05.1944), полковник (НШ дивизии, врио ком. дивизии, убит вечером 15.05.1944)
- без командира (16.05.1944)
- Шорин, Василий Иванович (17.05.1944), подполковник (убит через несколько часов в результате бомбежки)
- Колесников, Антон Михайлович (17.05.1944 — 19.05.1944), майор (ранен во время прорыва из окружения), командир 592-го полка, временно по приказу командира корпуса поставлен во главе частей дивизии, находившихся на Днестровском плацдарме)
- Зюванов, Владимир Павлович (19.05.1944 — 28.05.1944), генерал-майор
- Зданович, Гавриил Станиславович (29.05.1944 — 02.1946), генерал-майор
- Кулижский, Пётр Иванович (02.1946 — 08.1946), генерал-майор

## Особо отличившиеся воины дивизии
- Авраменко, Василий Максимович, стрелок 592-го стрелкового полка, рядовой. Герой Советского Союза. Звание присвоено 19.03.1944 года за бои 28.09.1943 года и 02.10.1943 года при форсировании Днепра
- Бегенов, Мади Кайбиевич, командир отделения 619-го стрелкового полка, сержант. Герой Советского Союза. Звание присвоено 19.03.1944 года за форсирование Днепра.
- Белокопытов, Дмитрий Иванович, снайпер 610-го стрелкового полка, старший сержант. Герой Советского Союза. стрелок 592-го стрелкового полка, рядовой. Герой Советского Союза (посмертно). Звание присвоено 19.03.1944 года за бои 28.09.1943 года и 02.10.1943 года при форсировании Днепра.
- Васянин, Григорий Фёдорович, сапёр 337-го отдельного сапёрного батальона, красноармеец. Герой Советского Союза. Звание присвоено  24.03.1945 года за форсирование Тисы.
- Вехов, Иван Иосифович, командир орудия 1037-го артиллерийского полка, сержант. Герой Советского Союза. Звание присвоено  24.03.1945 года за отражение контратаки врага.
- Губин, Николай Иванович, стрелок 610-го стрелкового полка, рядовой. Герой Советского Союза. Звание присвоено 24.03.1945 года за бой 7.11.1944 года на территории Венгрии.
- Дудыкин, Евгений Петрович, сапёр сапёрного взвода 592-го стрелкового полка, рядовой. Герой Советского Союза (посмертно). Звание присвоено 19.03.1944 года за бои 29.09.1943 года и 02.10.1943 года при форсировании Днепра. Навечно зачислен в списки части.
- Замула, Михаил Гаврилович, командир отделения пулемётной роты 592-го стрелкового полка, сержант. Звание присвоено 19.03.1944 года за форсирование Днепра.
- Зданович, Гавриил Станиславович, командир дивизии, генерал-майор. Звание присвоено 08.09.1945 за отличие в Манчжурской операции.
- Коваль, Ксенофонт Епифанович, стрелок 610-го стрелкового полка, красноармеец. Герой Советского Союза. Звание присвоено 24.03.1945 года за форсирование Тисы.
- Корнеев, Григорий Иванович, заместитель командира 2-го стрелкового батальона по политчасти 610-го стрелкового полка, капитан. Звание присвоено 19.03.1944 года за форсирование Днепра.
- Корниенко, Николай Ильич, командир отделения 619-го стрелкового полка, младший сержант. Звание присвоено 24.03.1945 года за форсирование Тисы.
- Меркулов, Иван Петрович, снайпер 610-го стрелкового полка, старший сержант. Герой Советского Союза. Звание присвоено 19.03.1944 года за бои 29.09.1943 года и 24-26.10.1943 года при форсировании Днепра.
- Моисеев, Иван Тимофеевич, командир батальона 619-го стрелкового полка, капитан. Герой Советского Союза. Звание присвоено 24.03.1945 года за форсирование Тисы.
- Омельченко, Иван Алексеевич, телефонист 329-й отдельной роты связи, красноармеец. Звание присвоено 19.03.1944 года за форсирование Днепра.
- Платонов, Николай Лаврентьевич, помощник командира взвода пешей разведки 610-го стрелкового полка, старший сержант. Звание присвоено 19.03.1944 года за форсирование Днепра.
- Рябов, Андрей Фёдорович, стрелок 592-го стрелкового полка, красноармеец. Звание присвоено 22.02.1944 года за форсирование Днепра.
- Савельев, Александр Васильевич, парторг батальона 610-го стрелкового полка, младший лейтенант. Звание присвоено 24.03.1945 года за форсирование Тисы.
- Симинихин, Николай Ефимович, наводчик станкового пулемёта 7 стрелковой роты 619 стрелкового полка. Герой Советского Союза. Звание присвоено 24.03.1945 за бой 7.11.1944 года на территории Венгрии.
- Смоленский, Сергей Михайлович, стрелок 610-го стрелкового полка, красноармеец. Звание присвоено посмертно 22.02.1944 года за форсирование Днепра.
- Терентьев, Борис Иванович, пулемётчик 619-го стрелкового полка, красноармеец. Герой Советского Союза. Звание присвоено 14.02.1943 года за бой 26.11.1942 года у хутора Бахмутский.
- Тимченко, Василий Михайлович, командир батальона 619-го стрелкового полка, капитан. Герой Советского Союза. Звание присвоено за отражение танковой атаки в районе села Элек (Венгрия).
- Уракбаев, Есен Шегреевич, командир огневого взвода батареи 45-мм пушек 610-го стрелкового полка, лейтенант. Звание присвоено 24.03.1945 года за форсирование Тисы.
- Филиппов, Григорий Андреевич, войсковой разведчик, комсорг батальона 610-го стрелкового полка. Герой Советского Союза. Звание присвоено 19.03.1945 года за бой 7.11.1944 года на территории Венгрии.
- Чумаченко, Виктор Иванович, командир отделения роты автоматчиков 610-го стрелкового полка, сержант. Герой Советского Союза. Звание присвоено 19.03.1944 года за форсирование Днепра.
- Шикунов, Иван Тимофеевич, заместитель командира батальона по политической части 610-го стрелкового полка, старший лейтенант. Герой Советского Союза. Звание присвоено 19.03.1944 года за бои 29.09.1943 года при форсировании Днепра.
- Якуба, Антон Гурьевич, стрелок 610-го стрелкового полка, красноармеец. Герой Советского Союза.  Звание присвоено 24.03.1945 за форсирование Тисы.
- Алексеенко, Гавриил Фёдорович, старшина медицинской службы, санитарный инструктор 610 стрелкового полка.
- Антропов, Анатолий Степанович, командир отделения 592-го стрелкового полка, сержант. Полный кавалер Ордена Славы. В составе дивизии: за бой 06.03.1945 года восточнее населённого пункта Банска-Штьявница — 3 степени, 27.02.1958 года перенаграждён орденом Славы 1 степени, за бой 06.04.1945 г. за безымянную высоту юго-восточнее города Нове-Место-на-Мораве — 2 степени.
- Левда, Василий Тарасович, разведчик взвода пешей разведки 610-го стрелкового полка. Полный кавалер Ордена Славы. В составе дивизии: 20.04.1944 — 3 степени, 31.05.1944 — 3 степени, 30.11.1977 года перенаграждён орденом Славы 1 степени, 09.01.1945 — 2 степени.

## Награды и наименования
- 14 октября 1943 года — почетное наименование «Запорожская» — присвоено приказом Верховного Главнокомандующего от 14 октября 1943 года в ознаменование одержанной победы и за отличие в боях за освобождение города Запорожье.
- 13 февраля 1944 года —  Орден Красного Знамени — награждена указом Президиума Верховного Совета СССР от 13 февраля 1944 года за образцовое выполнение боевых заданий командования в боях с немецкими захватчиками у нижнего течения Днепра и за освобождение городов Никополя , Апостолово и проявленные при этом доблесть и мужество.[3]
- 17 мая 1945 года —  Орден Суворова 2 степени — награждена указом Президиума Верховного Совета СССР за образцовое выполнение заданий командования в боях с немецкими захватчиками при прорыве обороны немцев и овладении городами Комарно, Новы Замки, Шураны, Комьятице, Врабле и проявленные при этом доблесть и мужество.[4]
- 20 сентября 1945 года — почётное наименование «Хинганская» — присвоено приказом Верховного Главнокомандующего за отличие в боях при форсировании горного хребта Большой Хинган.

Награды частей дивизии:
- 610-й стрелковый ордена Богдана Хмельницкого[5] полк.
- 619-й стрелковый ордена Богдана Хмельницкого[6] полк
- 1037-й артиллерийский орденов Богдана Хмельницкого (II степени)[7] и Александра Невского[6] полк